# 713 prosi o pozwolenie na lądowanie
713 prosi o pozwolenie na lądowanie (org. 713-й про́сит поса́дку) – radziecki film sensacyjny z 1962 roku w reż. Grigorija Nikulina; wzorowany na utworze Arthura Haileya „Runway Zero Eight” z 1956 roku.

## Opis fabuły
Gdzieś na Zachodzie do lotu przez Atlantyk startuje pasażerski samolot. W pewnym momencie beztroskiego lotu pasażerowie odkrywają, że cała załoga jest nieprzytomna, a samolotem steruje autopilot. Jak się później okazuje, załodze ktoś jeszcze na ziemi podał silny narkotyk, licząc na spowodowanie katastrofy. Na pokładzie miała się bowiem znajdować bliżej nieokreślona delegacja radziecka, która w ostatniej chwili przełożyła lot. Część pasażerów wpada w panikę lub zaczyna się modlić. Jednak trzech z nich: niemiecki lekarz – ścigany przez władze komunista, któremu udaje się docucić jednego z pilotów, odważny prawnik, który siada za sterami i przypadkowy inżynier radiotechnik, który jest w stanie nawiązać łączność z ziemią szczęśliwie sprowadzają maszynę na lotnisko.

## Role
- Władimir Czestnikow – dr Günter
- Otar Koberidze – prawnik
- Lew Krygłyj – dziennikarz
- Włodzimierz Wysocki – żołnierz amerykańskiej piechoty morskiej (w mundurze marynarskim)
- Ludmiła Abramowa – Eva
- Ludmiła Szagałowa – Teresa
- Nikołaj Korn – detektyw
- Jefim Kopielian – farmaceuta
- Iosif Konopacki – misjonarz
- Zana Zanoni – kobieta z Indii
- Ionna Tien – Wietnamka
- Eve Kivi – stewardesa
- Władimir Mariew – dowódca załogi samolotu
- Aleksandr Mombeli – II pilot
- Jurij Enakian – inżynier radiotechnik

i inni.